# Damir Skomina
Damir Skomina (Koper, 5 de agosto de 1976) é um ex-árbitro de futebol esloveno.
Skomina é agente de seguros e operador turístico.
No verão de 2007, Damir Skomina foi um dos seis árbitros a apitar o Campeonato Europeu de Futebol Sub-21 e foi responsável por apitar a final, na qual a Holanda venceu a Sérvia por 4–1. A partir de então Damir Skomina foi designado para partidas mais altas. Ele chegou até as últimas 32 partidas da Taça UEFA em 2008 e nas oitavos finais da Liga dos Campeões da UEFA em 2011. Apitou a Final da Liga Europa da UEFA de 2016–17, além da Final da Liga dos Campeões da UEFA de 2018–19.
Nas edições da Eurocopa de 2012 e 2016, mediou três partidas em cada.
Em agosto de 2021, se aposentou do futebol.

## Copa do Mundo de 2018
| Copa do Mundo FIFA de 2018 | Copa do Mundo FIFA de 2018 | Copa do Mundo FIFA de 2018 | Copa do Mundo FIFA de 2018 |
| Data                       | Partida                    | Local                      | Fase                       |
| -------------------------- | -------------------------- | -------------------------- | -------------------------- |
| 19 de junho 2018           | Colômbia – Japão           | Arena Mordovia             | Grupo H                    |
| 28 de junho 2018           | Inglaterra – Bélgica       | Estádio de Kaliningrado    | Grupo G                    |
| 3 de julho 2018            | Suécia – Suíça             | Estádio Krestovsky         | Oitavas de final           |